# Hermann Teske
Hermann Teske (* 10. Juli 1902 in Berlin; † 1. November 1983 in Tutzing) war ein deutscher Offizier, Archivar und Sachbuchautor. Er war unter anderem Leiter des Militärarchivs beim Bundesarchiv in Koblenz.

## Leben
Teske war der Sohn eines Oberforstbauinspektors. Nach dem Abitur im Jahre 1921 war er Zeitfreiwilliger. 1922 trat er in das 9. (Preußische) Infanterie-Regiment der Reichswehr ein. Von 1923 bis 1925 besuchte er die Infanterieschule in München und Ohrdruf. 1925 wurde er zum Leutnant ernannt. Als Oberleutnant war er in Spandau stationiert; 1929 wurde er als Adjutant an die Heeressportschule Wünsdorf versetzt. 1934 wurde Teske zum Hauptmann befördert.

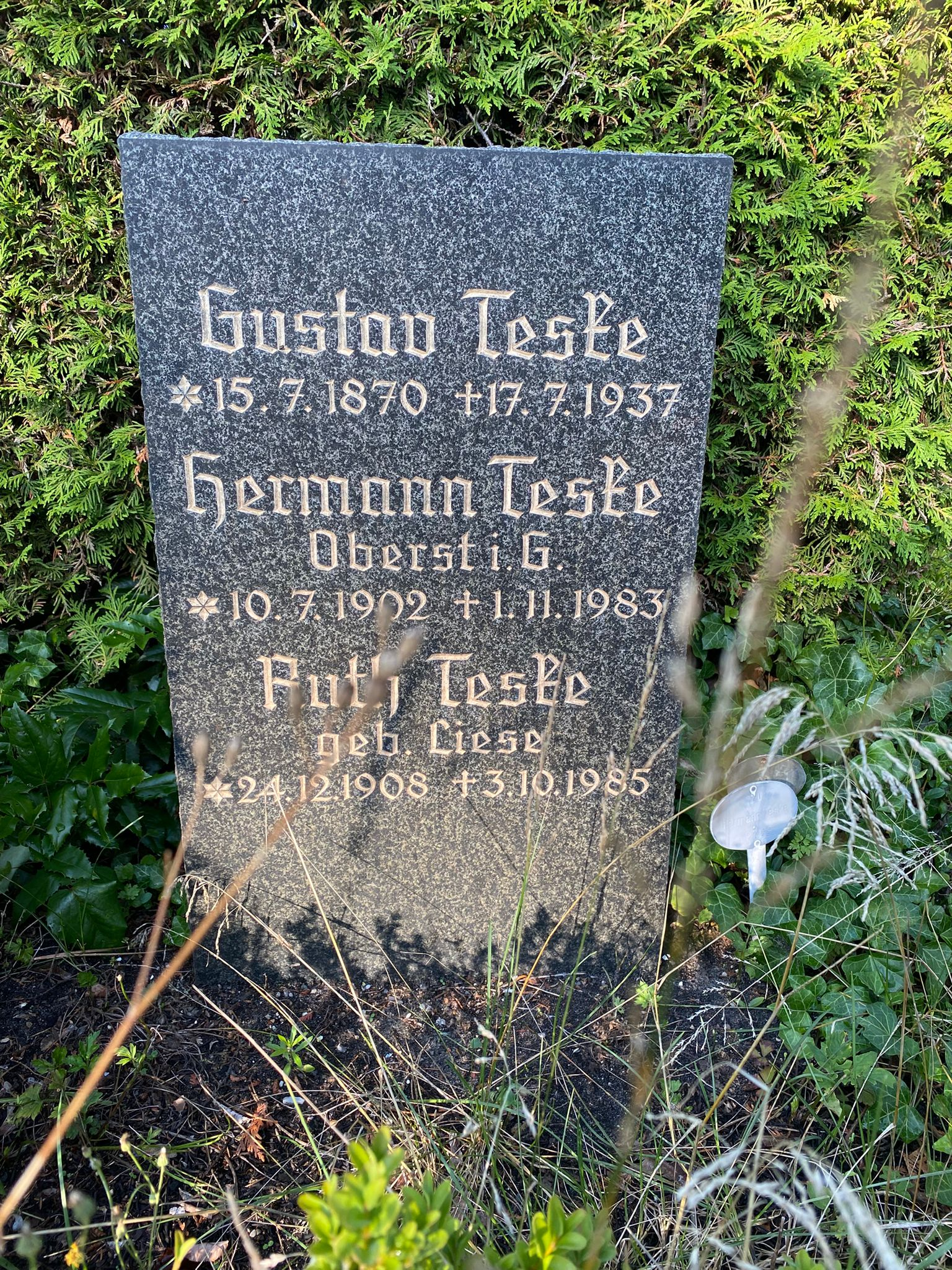
Grabstätte auf dem Friedhof Zehlendorf

Ab 1936 besuchte er die Kriegsakademie der Wehrmacht in Berlin. Bei Beginn des Zweiten Weltkrieges wurde er Zweiter Generalstabsoffizier (Ib) der 5. Infanterie-Division. Als Major i. G. war er Erster Generalstabsoffizier (Ia) bei der 12. Infanterie-Division. Später war er beim Armeeoberkommando 7 eingesetzt. 1942 wurde der Oberst zum General des Transportwesens der Heeresgruppe Mitte versetzt. 1944 führte Teske als Oberst i. G. eine Kampftruppe und wurde schwer verwundet. Er wurde u. a. mit dem Eisernen Kreuz I. Klasse und dem Deutschen Kreuz in Gold ausgezeichnet. Nach seinem Lazarettaufenthalt war er bis 1948 in US-amerikanischer Kriegsgefangenschaft. Er war bei der Historical Division der US-Armee bei Generaloberst a. D. Franz Halder tätig.
Nachdem er kurzzeitig als Handelsvertreter gearbeitet hatte, fand Teske, der bereits in den 1930er Jahren einige militärisch-propagandistische Arbeiten veröffentlicht hatte, ein neues Hauptbetätigungsgebiet als Militärschriftsteller. Von 1957 bis 1960 war er Chefredakteur der Zeitschrift Wehrkunde. Außerdem war er für die Neue Deutsche Biographie (NDB) tätig. 1960 wurde er Leiter des Militärarchivs beim Bundesarchiv in Koblenz (später nach Freiburg verlegt) im Rang eines Oberarchivrats.
Als Publizist wurde Teske vor allem als Gründer der Buchreihe Die Wehrmacht im Kampf bekannt. Teske edierte außerdem verschiedene Erinnerungsniederschriften, so die von Hasso von Wedel. Zu seinen weiteren Arbeiten gehört das Buch Wenn Gegenwart Geschichte wird, das eine Mischung aus Forschungsberichten sowie der Veröffentlichung von Originalmaterial aus den Beständen des Bundesarchivs darstellt. Insbesondere schildert Teske dort seine Anstrengungen, Originalquellen als Archivgut für das Bundesarchiv zu akquirieren. Das Buch erschien beim rechtsextremen Kurt Vowinckel Verlag.
Nach seiner Pensionierung im Jahr 1965 lebte Teske in Tutzing. Seine letzte Ruhestätte fand er auf dem Friedhof Zehlendorf (Feld 015-161).

## Veröffentlichungen
Als Autor:
- Nahkampf-Schule. E. S. Mittler & Sohn, Berlin 1930.
- Wehrhaft durch Körpererziehung. Wehrmacht-Sport-Verlag, Stuttgart 1933.
- Zehntausend Mann. Die zogen ins Manöver … Ein Erlebnisbericht. Voggenreiter, Potsdam 1936.
- Vormilitärische Schulerziehung. J. Beltz, Langensalza 1936.
- Aufgaben und Stellung des Unteroffiziers (= Der Unteroffizier. H. 1). Bernard & Graefe, Berlin 1938.
- Der Sport- und Sportgeräte-Unteroffizier (= Der Unteroffizier. H. 7). Bernard & Graefe, Berlin 1938.
- Wir marschierten für Grossdeutschland. Erlebtes und Erlauschtes aus dem großen Jahre 1938 (= Kleine Wehrmacht-Bücherei. Bd. 6). Verlag Die Wehrmacht, Berlin 1939.
- Die silbernen Spiegel. Generalstabsdienst unter der Lupe. Vorwinckel, Heidelberg 1952.
- Bewegungskrieg. Führungsprobleme einer Infanterie-Division im Westfeldzug 1940 (= Die Wehrmacht im Kampf. Bd. 6). Vorwinckel, Heidelberg 1955.
- Colmar Freiherr von der Goltz. Ein Kämpfer für den militärischen Fortschritt (= Persönlichkeit und Geschichte. Bd. 6). Musterschmidt, Göttingen u. a. 1957.
- Berlin und seine Soldaten. 200 Jahre Berliner Garnison (= Berlinische Reminiszenzen. Bd. 22). Haude u. Spener, Berlin 1968.
- Wenn Gegenwart Geschichte wird … (= Die Wehrmacht im Kampf. Bd. 50). Vowinckel, Neckargemünd 1974, ISBN 3-87879-091-0.

Als Bearbeiter:
- General Ernst Köstring. Der militärische Mittler zwischen dem Deutschen Reich und der Sowjetunion, 1921–1941 (= Profile bedeutender Soldaten. Bd. 1). Mittler, Frankfurt am Main 1965.

Als Herausgeber:
- Hasso von Wedel: Die Propagandatruppen der Deutschen Wehrmacht (= Die Wehrmacht im Kampf. Bd. 34). Vowinckel, Neckargemünd 1962.